# Al Ajn FC
Al Ajn Football Club (arabsky: نادي العين لكرة القدم) je fotbalový tým ze Spojených arabských emirátů z města Al-Ajn.

## Úspěchy
- Liga

Vítěz (14): 1976–77, 1980–81, 1983–84, 1992–93, 1997–98, 1999–00, 2001–02, 2002–03, 2003–04, 2011–12, 2012–13, 2014–15, 2017–18, 2021/22
- Liga mistrů AFC

Vítěz (1) : 2003
Finalista (2) :  2005, 2016
- Mistrovství světa klubů

Finalista (1) :  2018